# James Fitzjames Stephen

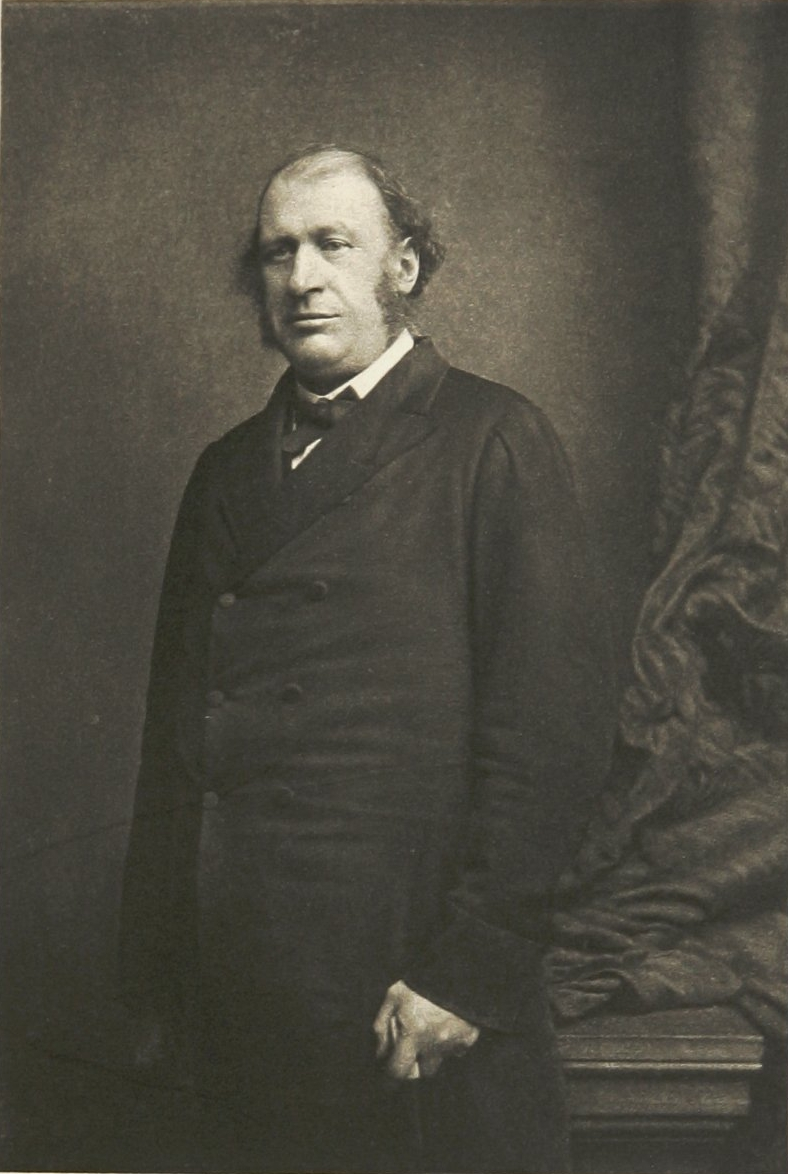
James Fitzjames Stephen

Sir James Fitzjames Stephen, 1. Baronet, (* 3. März 1829 in Kensington (London); † 11. März 1894 in Ipswich, Suffolk) war ein englischer Jurist, Rechtshistoriker, Philosoph und Essayist.

## Leben
Sein Vater war Sir James Stephen, zeitweise Regius Professor of Modern History in Cambridge. Er war der Bruder von Herbert Stephen und Leslie Stephen, dem Vater von Virginia Woolf (und Biographen von James Fitzjames Stephen). Der Vater von Stephen (und sein Großvater) spielten eine wichtige Rolle in der englischen Gesetzgebung gegen den Sklavenhandel. Stephen besuchte das Eton College und das King’s College in London und studierte ab 1847 am Trinity College der Universität Cambridge. Durch den Juraprofessor Henry Maine, mit dem lebenslang befreundet blieb, wurde er bei den Cambridge Apostles eingeführt. Er wandte sich einer juristischen Laufbahn zu und wurde 1854 als Anwalt am Inner Temple zugelassen und war später (1875 bis 1879) Professor für Common Law an den Inns of Court. Bis 1869 war er Anwalt am Midland Circuit (mit mäßigem Erfolg). 1858 bis 1861 war er Sekretär der Royal Commission on Popular Education und 1869 wurde er juristisches Mitglied des Colonial Council of India als Nachfolger von Maine und bearbeitete Gesetzesvorlagen für Indien wie den Indian Evidence Act (1872), der gänzlich sein eigenes Werk war, und den Indian Contracts Act (1872). Während dieser Zeit war er in Indien. 1872 war er wieder in England und arbeitete wieder als Anwalt. 1873 kandidierte er für einen Parlamentssitz in Dundee, verlor aber. 1879 wurde er Richter am High Court (Richter im Queen’s Bench). Im selben Jahr wurde er in die American Academy of Arts and Sciences gewählt. 1885 hatte Stephen seinen ersten Schlaganfall. Aufgrund nachlassender geistiger Fähigkeiten trat er 1891 zurück. Anlässlich seines Ausscheidens aus dem Richteramt wurde ihm am 29. Juni 1891 der erbliche Adelstitel eines Baronet, of de Vere Gardens, in the Parish of Saint Mary Abbot, Kensington, in the County of London, verliehen.
Er heiratete 1855 Mary Richenda Cunningham und hatte mit ihr neun Kinder, darunter drei Söhne und vier Töchter, die ihn überlebten. Seine älteste Tochter Katharine Stephen war am Newnham College Bibliothekarin und von 1911 bis 1920 Direktorin. Als er 1894 starb, erbte sein ältester Sohn Herbert Stephen (1857–1932) seinen Adelstitel.

## Werk
Am Anfang seiner Karriere verdiente er sich auch zusätzliches Einkommen als Journalist und Literaturkritiker und schrieb für den Saturday Review ab seiner Gründung 1855. Sie wurden später als Essay-Sammlungen herausgegeben. Nach der Gründung der Pall Mall Gazette (1865) schrieb er auch für diese, bis er Richter wurde. Außerdem veröffentlichte er in Fraser’s Magazine und im Cornhill Magazine. In seinen Essays schrieb er unter anderem über Thomas Hobbes, David Hume, Edward Gibbon, Edmund Burke, Jeremy Bentham und Alexis de Tocqueville, die Haupteinflüsse auf ihn waren dabei Hobbes und Bentham.
1863 veröffentlichte er sein Buch General view of criminal law of England, das zum Ziel hatte, die Prinzipien der englischen Strafjustiz allgemeinverständlich zu erklären. Das spiegelte seine späteren Bemühungen um Vereinfachung und Transparenz in der Anpassung des englischen Strafrechtssystems für Indien wider. Nach seiner Rückkehr versuchte er sich auch in England an Reformen, scheiterte aber überwiegend trotz mehrerer Anläufe im Parlament (eine seiner Vorlagen wurde aber 1892 bei einer Kodifizierung des kanadischen Strafrechts benutzt). Seine historischen Materialien zum englischen Recht, die er dafür sammelte, veröffentlichte er 1883 als History of the criminal law of England. Das Werk nimmt einen prominenten Platz in der englischen Rechts-Historiographie ein.
1873 veröffentlichte er Liberty, Equality, Fraternity als Antwort auf und Kritik am Neo-Utilitarismus von John Stuart Mill. Es erschien zuerst anonym 1872/73 in der Pall Mall Gazette. Stephen war zwar vom Utilitarismus eines Bentham beeinflusst, betonte aber die Notwendigkeit fester, auch mit Gewalt durchgesetzter Regeln (ähnlich der Staatslehre (Leviathan) von Hobbes, den Stephen für den größten englischen Philosophen hielt) und die moralische Selbstverantwortung des Einzelnen. Der Titel seines Buches spielte auf das Motto der Französischen Revolution an, Freiheit, Gleichheit, Brüderlichkeit. Er sieht aber Vor- und Nachteile in jedem der Begriffe und beide sollten berücksichtigt werden, wenn es um das maximale Wohl der Gesellschaft geht. Freiheit ist nach ihm kein Wert an sich, da es negativ als Freiheit von Einschränkung oder Zwang definiert ist. Gewisse Zwänge sind aber notwendig (gegeben durch Moral, Gesetz und Religion) und Freiheit solle daher lieber als Freiheit von verletzenden Einschränkungen (injurious restraint) verstanden werden. Für ihre Aufrechterhaltung sind eine Machtübertragung auf Institutionen nötig, die die zur Aufrechterhaltung von Freiheit notwendigen Beschränkungen durchsetzen. Er war ein Befürworter der Todesstrafe, der er abschreckende Wirkung zuschrieb.

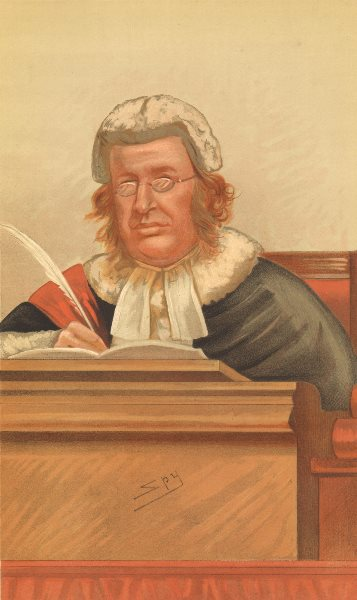
Karikatur von James Fitzjames Stephen 1885 als Richter, Vanity Fair

## Rechtsfälle
1889 war er Richter in der Mordanklage gegen Florence Maybrick (1862–1941). Sie stammte aus einer amerikanischen Südstaaten-Bankiersfamilie und heiratete einen reichen Baumwollhändler aus Liverpool. Ihr Ehemann starb 1889, man fand Arsen in der Leiche (allerdings keine tödliche Dosis), die Ursache war aber unklar. Die Maybrick-Familie verdächtigte sie allerdings, ihren Ehemann vergiftet zu haben, und im anschließenden Prozess verurteilte Stephen sie zum Tode. Der Fall erregte damals große Aufmerksamkeit und die Verurteilung zum Tode Empörung. Sie wurde zu lebenslanger Haft begnadigt und 1904 entlassen. Stephen war auch Richter im Prozess von Israel Lipski, der 1887 wegen Mordes zum Tode verurteilt und hingerichtet wurde.
Weitere Fälle in seiner frühen Karriere waren die Verteidigung des Geistlichen Rowland Williams (1817–1870) gegen Vorwürfe der Häresie (1861). Williams war ein angesehener Theologe (Professor für Hebräisch am St. David’s College in Lampeter) und hatte die Ablehnung der aus Deutschland kommenden historischen Bibelkritik durch Vertreter der Anglikanischen Kirche kritisiert (indem er diese mit heruntergekommenen Senatoren von Tiberius verglich). Williams unterlag zuerst vor dem Kirchengericht (Court of Arches), wurde aber vom Berufungsgericht (Judicial Committee of the Privy Council) entlastet. Stephen unternahm auch einen erfolglosen Versuch, den Gouverneur von Jamaika Edward Eyre wegen der blutigen Unterdrückung einer Revolte juristisch zur Rechenschaft zu ziehen (Morant-Bay-Aufstand 1865).
1885 veröffentlichte er eine Verteidigungsschrift für den obersten Richter von Bengalen Elijah Impey (1732–1809) gegen den Vorwurf des Historikers Thomas Babbington Macaulay, er hätte in seiner Zeit unter dem Gouverneur von Bengalen Warren Hastings Justizmord begangen. Es handelte sich um den Fall von Maharaja Nandakumar (auch Nuncomar genannt, um 1705–1775), der Steuereinnehmer in Bengalen war und ein politischer Gegner von Warren Hastings. Als Hastings 1773 wieder Gouverneur wurde, klagte ihn Nuncomar wegen unrechtmäßiger Bereicherung an, was unter anderem durch Sir Philip Francis (1740–1818) unterstützt wurde. Hastings, der seine eigene Verurteilung durch den Obersten Rat Bengalens außer Kraft gesetzt hatte, strengte einen Prozess gegen Nuncomar wegen Betrugs an und der mit ihm befreundete Richter Impey sprach das Todesurteil aus, worauf Nuncomar 1775 gehängt wurde. Daraufhin wurden Hastings und Impey unter anderem auf das Wirken von Francis hin durch das englische Parlament ihres Amtes enthoben. Edmund Burke und später Macaulay warfen Impey Justizmord vor. Stephen hingegen fand in seiner Untersuchung des Falls, dass Nuncomar einen fairen Prozess erhalten habe.

## Schriften
- Essays by a Barrister, London: Elder, 1862 (Essays, Anonym)
- A General View of the Criminal Law of England. London: Macmillan 1863, 2. Auflage 1890
- The Indian evidence act (I. of 1872): With an Introduction on the Principles of Judicial Evidence. London: Macmillan., 1872.
- Liberty, Equality, Fraternity. London: Smith, Elder, 1873, 2. Auflage 1874.
- mit Herbert Stephen: A digest of criminal law, Macmillan 1877
- A History of the Criminal Law of England, 3 Bände, London: Macmillan & Co., 1883.
- A Digest of the Law of Criminal Procedure in Indictable Offences, Macmillan 1883
- The Story of Nuncomar and the Impeachment of Sir Elijah Impey, 2 Bände, Macmillan 1885
- Horae sabbaticae, 3 Bände, Macmillan 1892 (Essays)

Seine Gesammelten Werke erscheinen in 11 Bänden bei Oxford University Press herausgegeben vom Editorial Institute at Boston University.